# Bob Gosani
Bob Gosani (19. října 1934 – 1972) byl jihoafrický fotograf známý svou prací v redakci časopisu Drum.

## Kariéra
Gosani začínal v časopise Drum jako poslíček, ale brzy povýšil do fotografického oddělení, kde se stal asistentem v temné komoře Jürgena Schadeberga. Později se stal jedním z nejlepších fotografů redakce Drum.
Schadeberg řekl, že „Gosani vyčníval, protože na počátku 50. let o dobrých černošských fotografech a novinářských fotografech zvláště nebylo slyšet“.
Některé z jeho snímků se staly ikonickými snímky 50. let 20. století v Jihoafrické republice, např. snímek Ženy během kampaně vzdoru v roce 1952, Nelson Mandela zápasící s tehdejší hvězdou boxerského klubu Jerrym Moloiem (pořízený na střeše kanceláře South African Associated Newspapers v Johannesburgu nebo Nelson Mandela u soudu v roce 1958 (vítězný, protože obžaloba stáhla obvinění v procesu zrady).
Jeho snad nejslavnější sekvencí snímků byla sekvence ponižujícího tance Tauza, který byli nuceni předvádět nazí vězni na nádvoří proslulé johannesburské věznice The Fort v Hillbrow. Tento tanec byl ponižující způsob, jak zajistit, aby vězni po celodenní tvrdé práci nepašovali do cel žádné zbraně nebo kontraband. V podstatě to zahrnovalo vystrčení jejich konečníku do vzduchu pro kontrolu dozorci. Gosanimu se podařilo tajně vyfotografovat tanec Tauza z nejvyššího patra domova sester s výhledem na věznici. V důsledku zveřejnění obrázků v Drum došlo k veřejnému pobouření a vláda apartheidu byla nucena jednat.

## Publikace

### Publikace od Gosaniho
- Tauza - Bob Gosani's People (Tauza - Lidé Boba Gosaniho). Bedfordview: Mutloatse Arts Heritage Trust, 2005. Sestavili a upravili: Mothobi Mutloatse, Jacqui Masiza a Lesley Hay-Whitton.

### Publikace s příspěvky Gosaniho
- Drum: a Venture in the new Africa. Londýn: Collins, 1956. Autor: Anthony Sampson. Fotografie: Gosani a Jürgen Schadeberg.
  - Drum: the making of a magazine. Johannesburg: Jonathan Ball Publishers, 2005. ISBN 9781868422111
- In/sight: African Photographers, 1940 to the Present. (In/sight: Afričtí fotografové, od roku 1940 do současnosti.) New York: Guggenheimovo muzeum, 1996. ISBN 9780810968950. Úvod: Clare Bell, eseje: Okwui Enwezora, Olu Oguibeho a Octavia Zayi. Fotografie: Bob Gosani, Cornélius Yao Azaglo Augustt, Oladélé Ajiboyé Bamgboyé, Zarina Bhimji, Gordon Bleach, Nabil Boutros, Cloete Breytenbach, Salla Casset, Mody Sory Diallo, Mohammed Dib, Kamel Dridi, Rothew Fajio, Samuel Fosso Rotimi Fani-Kayode, Jellel Gasteli, Meïssa Gaye, Christian Gbagbo, David Goldblatt, Ranjith Kally, Seydou Keita, Peter Magubane, Santu Mofokeng, G. R. Naidoo, Lamia Naji, Gopal Naransamy, Lionel Oostendorp, Ricardo Rangel, Malick Sidibé a Iké Udé. Katalog výstavy konané v Guggenheimově muzeu, květen–září, 1996.